# Pseudomitraceras
Genre
Pseudomitraceras est un genre d'opilions laniatores à l'appartenance familiale incertaine.

## Distribution
Les espèces de ce genre se rencontrent en Amérique du Sud et aux Antilles.

## Liste des espèces
Selon World Catalogue of Opiliones (31/10/2021) :
- Pseudomitraceras brasiliense Roewer, 1912
- Pseudomitraceras curvatum Goodnight & Goodnight, 1942
- Pseudomitraceras minutum Goodnight & Goodnight, 1942

## Publication originale
- Roewer, 1912 : « Die Familien der Assamiiden und Phalangodiden der Opiliones-Laniatores. (= Assamiden, Dampetriden, Phalangodiden, Epedaniden, Biantiden, Zalmoxiden, Samoiden, Palpipediden anderer Autoren). » Archiv für Naturgeschichte, sér. A, vol. 78, no 3, p. 1–242 (texte intégral).